# Liga ACB 2001-02
La temporada 2001-02 de la Liga ACB fue la 20.ª edición de la competición, y enfrentó a 18 equipos en la liga regular, y después a los 8 mejores en el playoff. El TAU Cerámica se coronó como campeón de la competición por primera vez en su historia tras imponerse en la final del playoff al Unicaja Málaga. En cuanto al descenso de categoría fue para el Cantabria Lobos y el Gijón Baloncesto tras llevar cinco y tres temporadas respectivamente en la élite del baloncesto español.

## Equipos participantes
| Club                      | Ciudad      | Estadio                                       | Capacidad | 1999-00 |
| ------------------------- | ----------- | --------------------------------------------- | --------- | ------- |
| Caprabo Lleida            | Lérida      | Pabellón Barris Nord                          | 5.100     | LEB     |
| Casademont Girona         | Gerona      | Pabellón Municipal Gerona-Fontajau            | 5.500     | 9º      |
| DKV Joventut              | Badalona    | Pabellón del Joventut                         | 5.700     | 14º     |
| F. C. Barcelona           | Barcelona   | Palau Blaugrana                               | 5.500     | 1º      |
| Caja San Fernando         | Sevilla     | Palacio de los Deportes de Sevilla            | 7.626     | 12º     |
| C. B. Granada             | Granada     | Palacio Municipal de Deportes de Granada      | 9.000     | LEB     |
| Unicaja Málaga            | Málaga      | Palacio de Deportes José María Martín Carpena | 9.743     | 4º      |
| Adecco Estudiantes        | Madrid      | Palacio de Deportes de Madrid                 | 12.000    | 6º      |
| Jabones Pardo Fuenlabrada | Fuenlabrada | Polideportivo Fernando Martín                 | 5.700     | 7º      |
| Real Madrid               | Madrid      | Palacio de Deportes de Madrid                 | 12.000    | 2º      |
| Gijón Baloncesto          | Gijón       | Palacio de Deportes de Gijón                  | 5.200     | 15º     |
| Canarias Telecom          | Las Palmas  | Centro Insular de Deportes                    | 5.200     | 13º     |
| Cantabria Lobos           | Torrelavega | Pabellón Vicente Trueba                       | 2.688     | 16º     |
| Fórum Valladolid C. B.    | Valladolid  | Polideportivo Pisuerga                        | 7.000     | 8º      |
| Pamesa Valencia           | Valencia    | Pabellón Fuente de San Luis                   | 8.500     | 5º      |
| Cáceres C. B.             | Cáceres     | Pabellón Universitario V Centenario           | 2.500     | 10º     |
| Leche Río Breogán         | Lugo        | Pazo dos Deportes                             | 5.310     | 11º     |
| TAU Cerámica              | Vitoria     | Fernando Buesa Arena                          | 9.500     | 3º      |

## Liga regular

### Clasificación final
| Pos | Equipo                    | J  | G  | P  | PF   | PC   |
| --- | ------------------------- | -- | -- | -- | ---- | ---- |
| 1   | FC Barcelona              | 34 | 27 | 7  | 2960 | 2687 |
| 2   | Unicaja Málaga            | 34 | 27 | 7  | 2782 | 2455 |
| 3   | Real Madrid CF            | 34 | 24 | 10 | 2818 | 2577 |
| 4   | TAU Cerámica              | 34 | 24 | 10 | 2764 | 2429 |
| 5   | Pamesa Valencia           | 34 | 21 | 13 | 2681 | 2534 |
| 6   | Adecco Estudiantes        | 34 | 20 | 14 | 2933 | 2771 |
| 7   | Jabones Pardo Fuenlabrada | 34 | 19 | 15 | 2675 | 2709 |
| 8   | Caprabo Lleida            | 34 | 19 | 15 | 2764 | 2745 |
| 9   | DKV Joventut              | 34 | 18 | 16 | 2858 | 2824 |
| 10  | Fórum Valladolid C. B.    | 34 | 17 | 17 | 2753 | 2738 |
| 11  | Casademont Girona         | 34 | 17 | 17 | 2587 | 2671 |
| 12  | Caja San Fernando         | 34 | 14 | 20 | 2608 | 2613 |
| 13  | Leche Río Breogán         | 34 | 13 | 21 | 2530 | 2731 |
| 14  | C. B. Granada             | 34 | 12 | 22 | 2809 | 2943 |
| 15  | Cáceres C. B.             | 34 | 11 | 23 | 2655 | 2933 |
| 16  | Canarias Telecom          | 34 | 10 | 24 | 2560 | 2786 |
| 17  | Cantabria Lobos           | 34 | 7  | 27 | 2623 | 2942 |
| 18  | Gijón Baloncesto          | 34 | 6  | 28 | 2564 | 2836 |

|  | Campeón, Euroliga              |
|  | Clasificados para la Euroliga  |
|  | Clasificados para la Copa ULEB |
|  | Descienden a Liga LEB          |

J = Partidos Jugados; G = Partidos Ganados; P = Partidos perdidos; PF = Puntos a favor; PC = Puntos en contra

## Play Off por el título
|  | Cuartos de final        | Cuartos de final |                  |                      | Semifinales | Semifinales |  |                | Final | Final |  |
|  |                         |                  |                  |                      |             |             |  |                |       |       |  |
|  |                         |                  |                  |                      |             |             |  |                |       |       |  |
|  | 1 FC Barcelona          | 3                |                  |                      |             |             |  |                |       |       |  |
|  | 1 FC Barcelona          | 3                |                  |                      |             |             |  |                |       |       |  |
|  | 8 Caprabo Lleida        | 1                |                  |                      |             |             |  |                |       |       |  |
|  | 8 Caprabo Lleida        | 1                |                  | 1 FC Barcelona       | 1           |             |  |                |       |       |  |
|  |                         |                  |                  | 1 FC Barcelona       | 1           |             |  |                |       |       |  |
|  |                         |                  | 4 TAU Cerámica   | 3                    |             |             |  |                |       |       |  |
|  | 4 TAU Cerámica          | 3                | 4 TAU Cerámica   | 3                    |             |             |  |                |       |       |  |
|  | 4 TAU Cerámica          | 3                |                  |                      |             |             |  |                |       |       |  |
|  | 5 Pamesa Valencia       | 1                |                  |                      |             |             |  |                |       |       |  |
|  | 5 Pamesa Valencia       | 1                |                  |                      |             |             |  | 4 TAU Cerámica | 3     |       |  |
|  |                         |                  |                  |                      |             |             |  | 4 TAU Cerámica | 3     |       |  |
|  |                         |                  | 2 Unicaja Málaga | 0                    |             |             |  |                |       |       |  |
|  | 3 Real Madrid CF        | 2                | 2 Unicaja Málaga | 0                    |             |             |  |                |       |       |  |
|  | 3 Real Madrid CF        | 2                |                  |                      |             |             |  |                |       |       |  |
|  | 6 Adecco Estudiantes    | 3                |                  |                      |             |             |  |                |       |       |  |
|  | 6 Adecco Estudiantes    | 3                |                  | 6 Adecco Estudiantes | 0           |             |  |                |       |       |  |
|  |                         |                  |                  | 6 Adecco Estudiantes | 0           |             |  |                |       |       |  |
|  |                         |                  | 2 Unicaja Málaga | 3                    |             |             |  |                |       |       |  |
|  | 2 Unicaja Málaga        | 3                | 2 Unicaja Málaga | 3                    |             |             |  |                |       |       |  |
|  | 2 Unicaja Málaga        | 3                |                  |                      |             |             |  |                |       |       |  |
|  | 7 Jabones Pardo Fuenla. | 0                |                  |                      |             |             |  |                |       |       |  |
|  | 7 Jabones Pardo Fuenla. | 0                |                  |                      |             |             |  |                |       |       |  |
|  |                         |                  |                  |                      |             |             |  |                |       |       |  |

| Campeón de la Liga ACB 2001-02 |
| ------------------------------ |
| TAU Cerámica Primer título     |

## Nominaciones

### MVP de la Temporada
| Posición | Jugador      | Equipo       |
| -------- | ------------ | ------------ |
| Pívot    | Tanoka Beard | DKV Joventut |

### MVPde la final
| Posición | Jugador       | Equipo       |
| -------- | ------------- | ------------ |
| Base     | Elmer Bennett | TAU Cerámica |

### Jugador de la jornada
| Jornada | Jugador         | Equipo                    | Valoración |
| ------- | --------------- | ------------------------- | ---------- |
| 1       | Richard Scott   | CB Granada                | 37         |
| 2-3     | Tanoka Beard    | DKV Joventut              | 37         |
| 4       | Bobby Martin    | Leche Río Breogán         | 42         |
| 5       | Tanoka Beard    | DKV Joventut              | 43         |
| 6       | Tanoka Beard    | DKV Joventut              | 36         |
| 7       | Bernard Hopkins | Pamesa Valencia           | 39         |
| 7       | Oriol Junyent   | CB Granada                | 39         |
| 8       | Bobby Martin    | Leche Río Breogán         | 40         |
| 9       | Tanoka Beard    | DKV Joventut              | 37         |
| 10      | Fran Murcia     | Jabones Pardo Fuenlabrada | 32         |
| 10      | Ademola Okulaja | FC Barcelona              | 32         |
| 11      | Marlon Garnett  | Adecco Estudiantes        | 46         |
| 12      | Fabricio Oberto | TAU Cerámica              | 37         |
| 13      | Bernard Hopkins | Pamesa Valencia           | 33         |
| 14-15   | Antonio Granger | Caja San Fernando         | 29         |
| 16      | Lou Roe         | Gijón Baloncesto          | 41         |
| 17      | Felipe Reyes    | Adecco Estudiantes        | 44         |
| 18      | Tanoka Beard    | DKV Joventut              | 33         |
| 19      | Maceo Baston    | DKV Joventut              | 33         |
| 20      | A.J. Bramlett   | Caprabo Lleida            | 38         |
| 21-22   | Maceo Baston    | DKV Joventut              | 27,5       |
| 21-22   | Roger Grimau    | Caprabo Lleida            | 27,5       |
| 23      | Ben Davis       | Cantabria Lobos           | 32         |
| 24      | Larry Stewart   | Cáceres CB                | 48         |
| 25      | Rubén Garcés    | Fórum Valladolid CB       | 39         |
| 26      | Adam Keefe      | Casademont Girona         | 39         |
| 27-28   | John Williams   | Fórum Valladolid CB       | 29,5       |
| 29      | Román Montañez  | Fórum Valladolid CB       | 34         |
| 30      | Luis Scola      | TAU Cerámica              | 52         |
| 31-32   | Oriol Junyent   | CB Granada                | 35,5       |
| 33-34   | Sérgio Ramos    | Caprabo Lleida            | 30,5       |

### Jugador del mes
| Mes       | Jornadas | Jugador         | Equipo              | Valoración |
| --------- | -------- | --------------- | ------------------- | ---------- |
| Octubre   | 2-6      | Tanoka Beard    | DKV Joventut        | 36         |
| Noviembre | 7-9      | Tanoka Beard    | DKV Joventut        | 31,3       |
| Diciembre | 10-13    | Bernard Hopkins | Pamesa Valencia     | 28,2       |
| Enero     | 14-17    | Tanoka Beard    | DKV Joventut        | 26         |
| Febrero   | 18-22    | Tanoka Beard    | DKV Joventut        | 27,2       |
| Marzo     | 23-26    | Oriol Junyent   | CB Granada          | 25,5       |
| Abril     | 27-32    | John Williams   | Fórum Valladolid CB | 24,8       |
| Mayo      | 33-34    | Sérgio Ramos    | Caprabo Lleida      | 30,5       |